# Minerva (singolo)
Minerva è un singolo del gruppo musicale statunitense Deftones, pubblicato il 21 aprile 2003 come primo estratto dal quarto album in studio Deftones.

## Descrizione
Terza traccia del disco, il brano è perlopiù una power ballad che si conclude con un effetto di delay di chitarra.

## Video musicale
Il video, diretto da Paul Fedor, mostra il gruppo intento ad eseguire il brano in un deserto. Sebbene il frontman Chino Moreno abbia suonato la chitarra nel brano, nel video appare solo in veste di cantante.

## Tracce
CD promozionale (Europa)
1. Minerva – 4:16 (Deftones)

CD singolo (Europa), 7" (Regno Unito)
1. Minerva – 4:17 (Deftones)
2. Sinatra – 4:34 (Page Hamilton, Helmet) – originariamente interpretata dagli Helmet

CD maxi-singolo (Australia, Europa)
1. Minerva – 4:17 (Deftones)
2. Sinatra – 4:34 (Page Hamilton, Helmet) – originariamente interpretata dagli Helmet
3. Sleep Walk – 2:30 (Santo Farina, John Farina, Ann Farina) – originariamente interpretata da Santo & Johnny

## Formazione
Gruppo
- Chino Moreno – voce, chitarra
- Abe Cunningham – batteria
- Chi Cheng – basso
- Frank Delgado – campionatore, tastiera
- Stephen Carpenter – chitarra

Altri musicisti
- Greg Wells – input arrangiamenti musicali

Produzione
- Terry Date – produzione, ingegneria del suono, missaggio
- Deftones – produzione
- Pete Roberts – ingegneria Pro Tools, ingegneria del suono aggiuntiva
- Sam Hofstedt – assistenza alla registrazione
- Sean Tallman – assistenza al missaggio

## Classifiche
| Classifica (2002)             | Posizione massima |
| ----------------------------- | ----------------- |
| Australia                     | 50                |
| Regno Unito                   | 15                |
| Stati Uniti                   | 120               |
| Stati Uniti (alternative)     | 9                 |
| Stati Uniti (mainstream rock) | 16                |

## Cover
I Fightstar hanno realizzato una cover del brano in versione acustica, inserita come b-side del singolo Waste a Moment (2006).